# Trichogaster fasciata
Trichogaster fasciata е вид бодлоперка от семейство Osphronemidae. Видът не е застрашен от изчезване.

## Разпространение и местообитание
Разпространен е в Бангладеш, Индия (Аруначал Прадеш, Асам, Западна Бенгалия, Манипур, Нагаланд и Утаракханд), Мианмар, Непал и Пакистан.
Обитава сладководни басейни и реки. Среща се на дълбочина около 1 m.

## Описание
На дължина достигат до 12,5 cm.